# Aladdin and His Wonderful Lamp
Aladdin and His Wonderful Lamp è un cortometraggio statunitense prodotto dalla Paramount pictures nel 1939, realizzato da Max e Dave Fleischer.

## Trama
Olivia lavora come sceneggiatrice per una casa di produzione cinematografica, la Surprise Pictures, e decide di scrivere un adattamento della storia Aladino e la lampada meravigliosa in cui i protagonisti sono lei e Braccio di Ferro. La storia è ambientata in una grande città in Medio Oriente: Braccio di ferro, nei panni di Aladino, si innamora della principessa che vi regna (interpretata da Olivia), ma non può dichiararsi poiché è un povero fabbro. Anche un malvagio stregone vuole sposare la principessa per diventare re: per farlo avrebbe bisogno di una lampada magica che si trova in una caverna misteriosa, ma nel suo libro di incantesimi legge che Aladino è l'unico in grado di recuperare l'oggetto.
Fingendosi un messaggero della principessa, lo stregone dice ad Aladino che la principessa sposerà l'uomo che riuscirà a portarle la lampada magica, e lo conduce alla caverna misteriosa. Aladino vi entra e prende la lampada, ma lo stregone gliela sottrae e lo rinchiude nella caverna; mentre scappa, tuttavia, lascia cadere la lampada che finisce nuovamente all'interno della caverna. Aladino, rimasto al buio, per farsi luce strofina la lampada: ne esce un genio che si offre di esaudire ogni suo desiderio. Dopo essere uscito dalla caverna col suo aiuto, Aladino gli chiede di diventare un ricco principe; una volta esaudito il desiderio, sfila con il suo cavallo per la città regalando soldi ai popolani, venendo però notato anche dallo stregone. Giunto al castello, Aladino chiede al genio uno scrigno pieno di oro e gioielli da donare alla principessa, che accetta la sua proposta di matrimonio; mentre Aladino va via felice, non si accorge di aver lasciato la lampada nella stanza della principessa: fingendosi un rigattiere, lo stregone riesce a ingannare una serva e farsi dare la lampada in cambio di una torcia elettrica.
Il giorno delle nozze, lo stregone ordina al genio di trasferire il castello su un picco altissimo, e mentre il castello si alza in volo getta Aladino nel vuoto. Questi, privato della magia, perde anche gli abiti da principe e il cavallo, così il popolo, credendolo un impostore, lo imprigiona. Da una tasca, però, Aladino riesce a far uscire un barattolo di spinaci, che gli permettono di liberarsi e di volare fino al castello.
Dopo aver affrontato una serie di nemici creati dalla lampada, Aladino raggiunge la principessa e affronta il malvagio stregone: quest'ultimo si rende invisibile grazie al potere della lampada, ma Aladino riesce a farlo cadere dal palazzo; finendo in mare, il cattivo si trasforma in un pesce. Aladino può finalmente sposarsi con la principessa, mentre il Genio viene liberato.
Nell'ufficio di Olivia, la ragazza riceve una lettera dal suo capo: non solo la sua storia su Aladino è stata rifiutata, ma lei viene pure licenziata. Per lo shock, Olivia sviene.

## Produzione
Il cortometraggio è l'ultimo di tre speciali a colori della serie Braccio di Ferro, più lunghi rispetto ai tradizionali film del personaggio e in technicolor: gli altri due sono rispettivamente Braccio di Ferro incontra Sinbad del 1936 e Popeye the Sailor Meets Ali Baba's Forty Thieves del 1937. Rispetto a questi due film, tuttavia, ci sono alcune notevoli differenze: innanzitutto Aladino è l'unico dei tre in cui Braccio di Ferro interpreta un ruolo all'interno di una favola, mentre negli altri il personaggio incontrava i titolari del racconto interpretati da Bluto; inoltre, nonostante venisse annunciato nel materiale pubblicitario , nel realizzare questo film i Fleischer non utilizzarono il processo Tabletop che era tra i marchi di fabbrica dei loro studios; di conseguenza, sebbene la qualità dell'animazione sia nettamente migliore rispetto ai due prequel, il cortometraggio non comprende sfondi 3D. Tuttavia è probabile che in realtà del materiale 3D sia stato adoperato e in seguito scartato: in una puntata della serie Popular Science che mostra il making of del cortometraggio, si vede un modello 3D del castello di Olivia che viene fotografato .
Il corto dura 22 minuti ed è il più lungo dei tre speciali, che duravano 16 minuti ciascuno. Come i suoi prequel, anche in questo film è presente una canzone originale dal titolo What can I do for you?; nei primi due, però, la canzone era cantata dall'antagonista (Bluto) all'inizio della storia, mentre in questo caso a interpretarla è lo stesso Braccio di Ferro a metà film. Anche se si ispira, come gli altri due, a una favola delle Mille e una Notte, il cartone si prende numerose libertà rispetto alla fonte originaria: ad esempio il genio è uno solo e non due, e non è presente la madre di Aladino. La versione Disney del 1992 adotterà le stesse modifiche di questo cortometraggio.
Il cortometraggio fu realizzato a due anni di distanza dal precedente, con un ritardo dovuto al trasferimento dei Fleischer Studios a Miami. Si tratta dunque del primo film interamente realizzato in questi studios dopo la rilocalizzazione. A oggi, insieme ai due prequel, è caduto nel pubblico dominio.